# تشاك أندرسون (موسيقي)
تشاك أندرسون (بالإنجليزية: Chuck Anderson)‏ هو موسيقي أمريكي، ولد في 21 يونيو 1947.